# Núria Font
Núria Font   (Capellades, 1958 - Girona, 22 d'octubre de 2017) va ser una videoartista catalana, Premi Nacional de Dansa el 2009. Inicià la seva carrera en el món del cinema però ràpidament va centrar-se en la filmació de la dansa.
Va dirigir projectes culturals relacionats amb el vídeo, la videodansa i les arts electròniques, i se'n destaquen col·laboracions amb Mal Pelo o Àngels Margarit, entre d'altres. Va crear l'associació sense ànim de lucre NU2’S, que va produir el programa del Canal 33 ‘Territoris dansa’, que també va dirigir.
Entre 1984 al 2003 va dirigir la Mostra de VideoDansa, biennal dedicada a les imatges de la dansa i va ser professora del Màster de Comissariat d'Art i Nous Mitjans d'ESDI/MECAT i professora titular de Noves Tecnologies aplicades a la dansa de l'Institut del Teatre de Barcelona.